# غولك (بيرانشهر)
غولك هي قرية في مقاطعة بيرانشهر، إيران. يقدر عدد سكانها بـ 86 نسمة بحسب إحصاء 2016.